# ダニエル・バジェホス
ダニエル・バジェホス（Luis Daniel Vallejos Obregón、1981年5月27日 - ）は、コスタリカの元サッカー選手。元コスタリカ代表。ポジションはディフェンダー。

## 来歴
2002年4月にコスタリカ代表デビュー。2002 FIFAワールドカップのメンバーにも選ばれた。2003 CONCACAFゴールドカップにも出場した。コスタリカ代表で15試合に出場した。

## 代表歴

### 出場大会
- コスタリカ代表
  - 2002 FIFAワールドカップ

### 試合数
- 国際Aマッチ 15試合 0得点（2002年-2003年）[1]

| コスタリカ代表 | 国際Aマッチ | 国際Aマッチ |
| 年             | 出場        | 得点        |
| -------------- | ----------- | ----------- |
| 2002           | 5           | 0           |
| 2003           | 10          | 0           |
| 通算           | 15          | 0           |